# Hauptpost Coburg

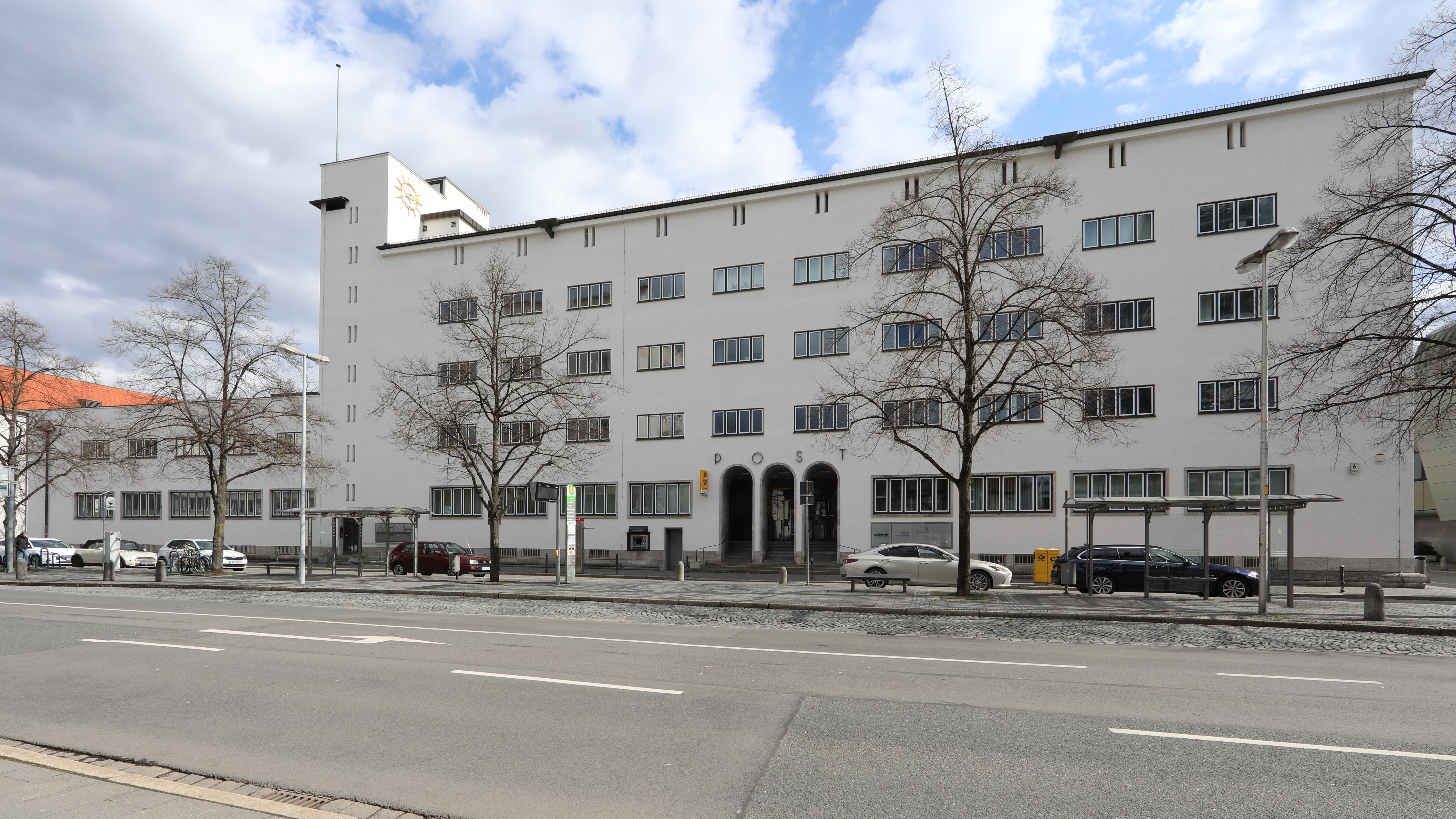
Straßenfront der Hauptpost Coburg

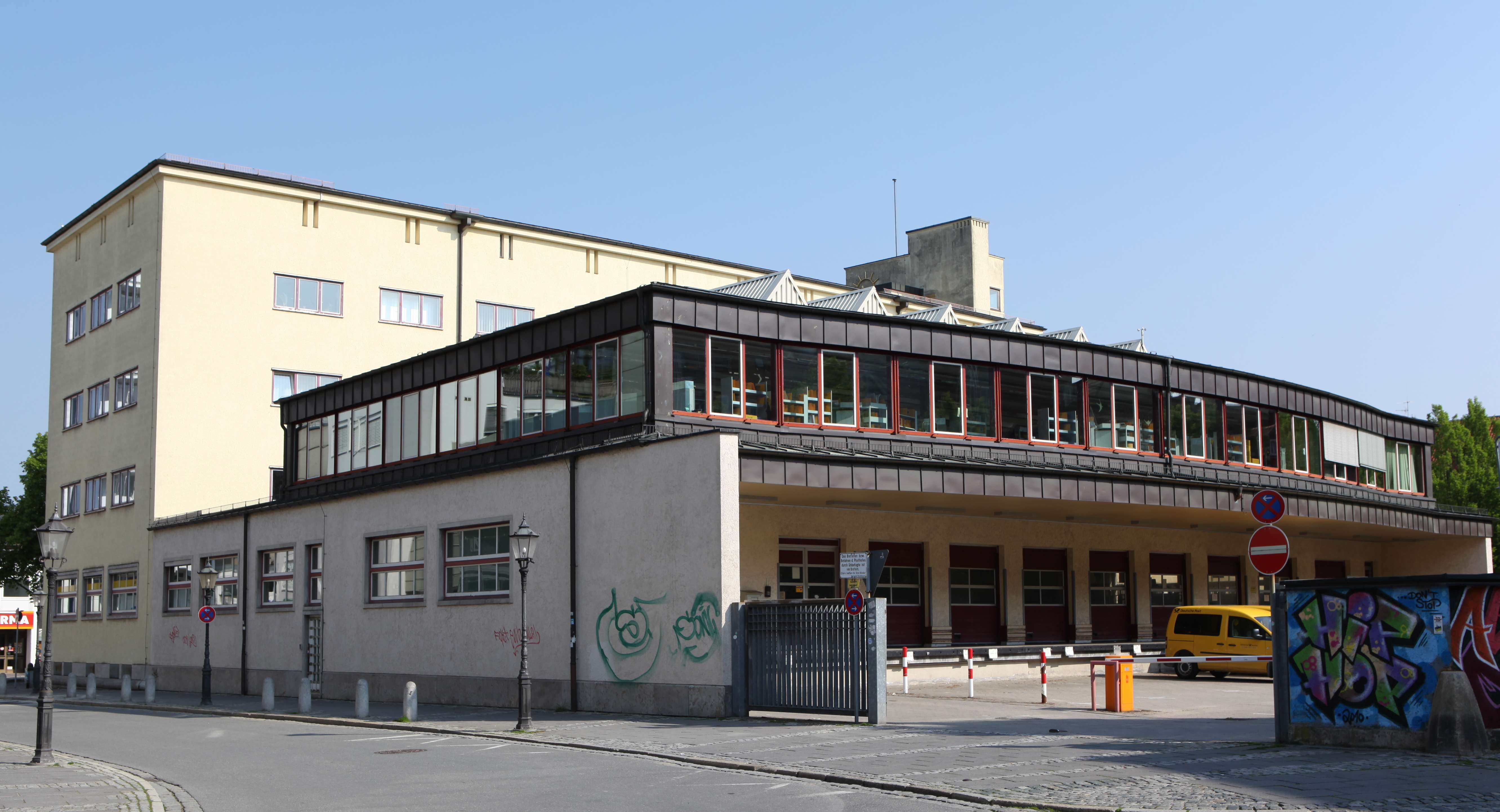
Rückseite

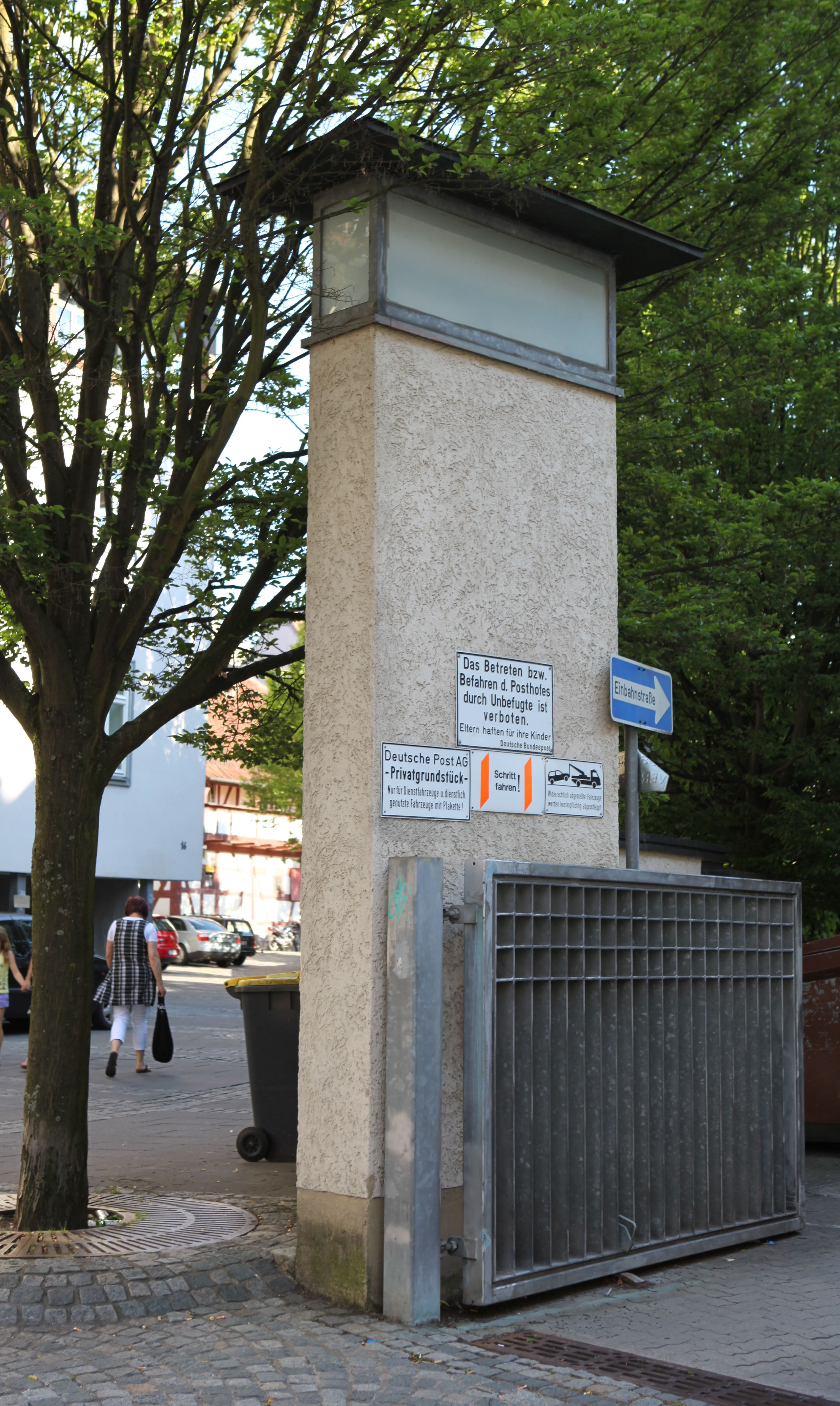
Hofeinfahrt

Die ehemalige Hauptpost Coburg steht in der oberfränkischen Stadt Coburg in der Hindenburgstraße 6. Das in Formen der Neuen Sachlichkeit Anfang der 1930er Jahre errichtete Gebäude ist als Baudenkmal in der Bayerischen Denkmalliste eingetragen.

## Geschichte
Das ehemalige Hauptpostamt ließ die Oberpostdirektion Bamberg von 1929 bis 1931 als Ersatz für das Postamt Oberer Bürglaß 34/36 auf einem größtenteils unbebauten Gelände in einem Bogen des Hahnflusses errichten. In Anlehnung an die Münchner  Postbauschule plante der Architekt Robert Simm das Gebäude im Stil der Neuen Sachlichkeit. Die Bauaufsicht oblag Karl Meier. Beide Herren waren bei der Oberpostdirektion angestellt. Obwohl der Entwurf von der Mehrheit des Coburger Stadtrats, die Mitglieder der NSDAP waren, und eine traditionelle heimatliche Bauweise wünschte, abgelehnt wurde, kam er zur vorgesehenen Ausführung. Am 24. August 1931 wurde der Postneubau eingeweiht.
In den Jahren 1986 bis 1988 wurde das Gebäude im Innern umgestaltet. Die rückseitige Schalterhalle einschließlich halbrunder Paketzustellungsrampe ersetzte ein zweigeschossiges Brief- und Paketverteilungsgebäude.
Die ECE plante zur Jahrtausendwende einen Kauf des Areals und den Bau eines Einkaufszentrums mit etwa 15.000 m² Verkaufsfläche. 2001 erwarben jedoch lokale Immobilienbesitzer das Postareal, das geplante Einkaufszentrum wurde somit verhindert. Die weitere Entwicklung des Gebiets ist offen. Im Jahr 2011 waren in dem Gebäude unter anderem Filialen der Deutschen Post AG und Deutschen Postbank AG sowie ein Architekturbüro untergebracht. Anfang 2012 ist die Deutsche Post AG ausgezogen, es gibt noch eine Postbankfiliale mit Annahmedienst.

## Architektur
Die asymmetrische, verschieden hohe Baugruppe ist gegenüber der Hindenburgstraße zurückgesetzt und hat eine leicht gekrümmte Straßenfassade. Sie besteht aus dem viergeschossigen Hauptgebäude (plus Dach- und Kellergeschoss) mit einem abgewalmten Flachdach, nordöstlich gefolgt von dem sechsgeschossigen, schmalen Treppenhausturm mit Aufzug und zwei Uhren und einem zweigeschossigen Seitenflügel, dessen Flachdach teilweise als begehbare Dachterrasse ausgebildet ist. Die Rückseite wird hinter dem Hauptgebäude von dem 1988 gebauten zweigeschossigen Verteilungsgebäude geprägt.
Der Hauptbau hat in der verputzten Mauerwerksfassade umlaufende bündige Fenster, in Bändern angeordnet, mit zehn Achsen auf den Längsseiten sowie drei Achsen auf der Schmalseite und dem mittigen Haupteingang mit drei Rundbogenarkaden. Unter der Dachtraufe sind in den Fensterachsen zwei schmale Schlitze vorhanden. Der Sockel besitzt eine Natursteinverkleidung. Bei der Erstnutzung waren im Erdgeschoss das Postamt, die rückwärtige, eingeschossige Schalterhalle mit Oberlichtern und dem anschließenden Verladehof. Im ersten Obergeschoss befanden sich die Fernsprechbetriebsräume, im zweiten die Telegrafenräume und im dritten Unterrichtsräume. Die fünfachsige Fassade des Seitenflügels entspricht in der Fassadengestaltung dem Hauptflügel. Ursprüngliche Baudetails sind in den Nebentreppenhäusern, der Dachentwässerung und an einigen Türen und Fenstern noch vorhanden.

## Konstruktion
Das Gebäude war die erste Stahlskelettkonstruktion in Coburg. Die nichttragende Ausmauerung besteht aus Bimsbeton-Hohlblocksteinen. Das Bauwerk ist auf Pfählen gegründet und besitzt im Kellergeschoss eine Bodenplatte und Außenwände aus Stahlbeton, die von außen gegen das Grundwasser abgedichtet sind. Die Dachkonstruktion des Hauptgebäudes besteht aus weit spannenden Holzbindern.